# Gens Tullia
De Gens Tullia was een Romeinse familie, wier nomen gentile Tullius (vrouwelijk: Tullia) was. De naam is afgeleid van de al vroeg uitgestorven praenomen Tullus (zie ook de Romeinse koning Tullus Hostilius). Het kende een patricische en plebejische tak.
Het was een oude gens, zelfs indien men Servius Tullius, een legendarische koning van Rome, waarvan Marcus Tullius Cicero beweerde een gentilis te zijn (Tusc. I 16), buiten beschouwing laten, omdat de Tullii werden gezegd een van de gentes uit Alba Longa te zijn die naar Rome waren verhuisd onder de regering van Tullus Hostilius. (Liv., I 30.) Ze behoorden aldus tot de zogenaamde minores gentes (jongere gentes). We hebben weet van een zekere Tullius ten tijde van Taquinius Superbus en een zekere Manius Tullius Longus wordt gezegd consul te zijn geweest in het tiende jaar van de Romeinse Republiek (500 v.Chr.).
De patricische tak van de gens lijkt al vroeg te zijn uitgestorven, want na de periode van de vroege republiek vinden we de Tullii voor enkele eeuwen niet meer terug in de geschiedenis van Rome en wanneer in de late Republiek terug Tullii opduiken in onze bronnen zijn deze van plebejische afkomst die klaarblijkelijk geen band hebben met de oude patricische tak.
De eerste van de plebejische tak die op het politieke toneel verschijnt was Marcus Tullius Decula, die consul was in 81 v.Chr.. De volgende consul van deze tak zou de gevierde redenaar Marcus Tullius Cicero zijn. Na zijn dood schijnt de gens Tullia weer van het politieke toneel te zijn verdwenen.

## Bekende leden
- Servius Tullius, een vroege koning van Rome
- Manius Tullius Longus, consul in 500 v.Chr.
- Marcus Tullius Decula, consul in 81 v.Chr.
- Marcus Tullius Cicero (Cicero), consul en redenaar
- Marcus Tullius Cicero Minor, zoon van Cicero en consul in 30 v.Chr.
- Marcus Tullius Tiro, een vrijgelatene van Cicero
- Quintus Tullius Cicero, een van Caesars generaals en jongere broer van Marcus

## Referentie
- W. Smith, art. Tullia Gens, in W. Smith (ed.), A dictionary of Greek and Roman biography and mythology, III, Boston, 1867, p. 1182.